# Районы Ливана
Ливан делится на 8 мухафаз (араб. محافظة‎), которые затем делятся на 26 районов (араб. قضاء‎). Районы, в свою очередь, делятся на муниципалитеты. Мухафаза Бейрут не делится на районы.

## Список районов
- Аккар
  - Аккар (адм. центр — Хальба)
- Баальбек-Хермель
  - Баальбек (адм. центр — Баальбек)

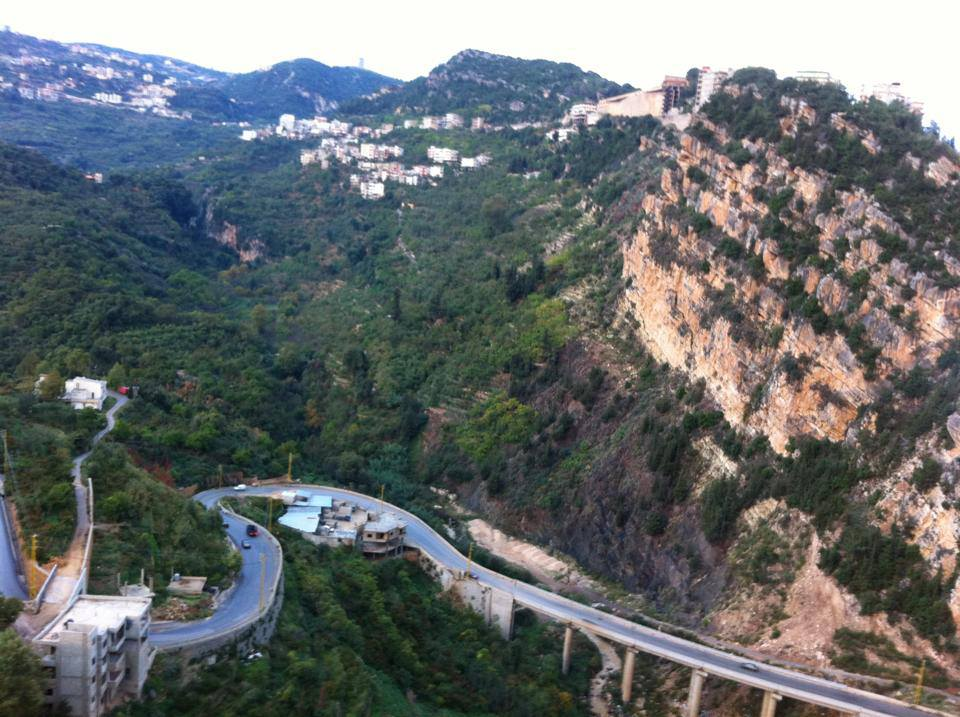
Район Миние-Дание, мухафаза Северный Ливан

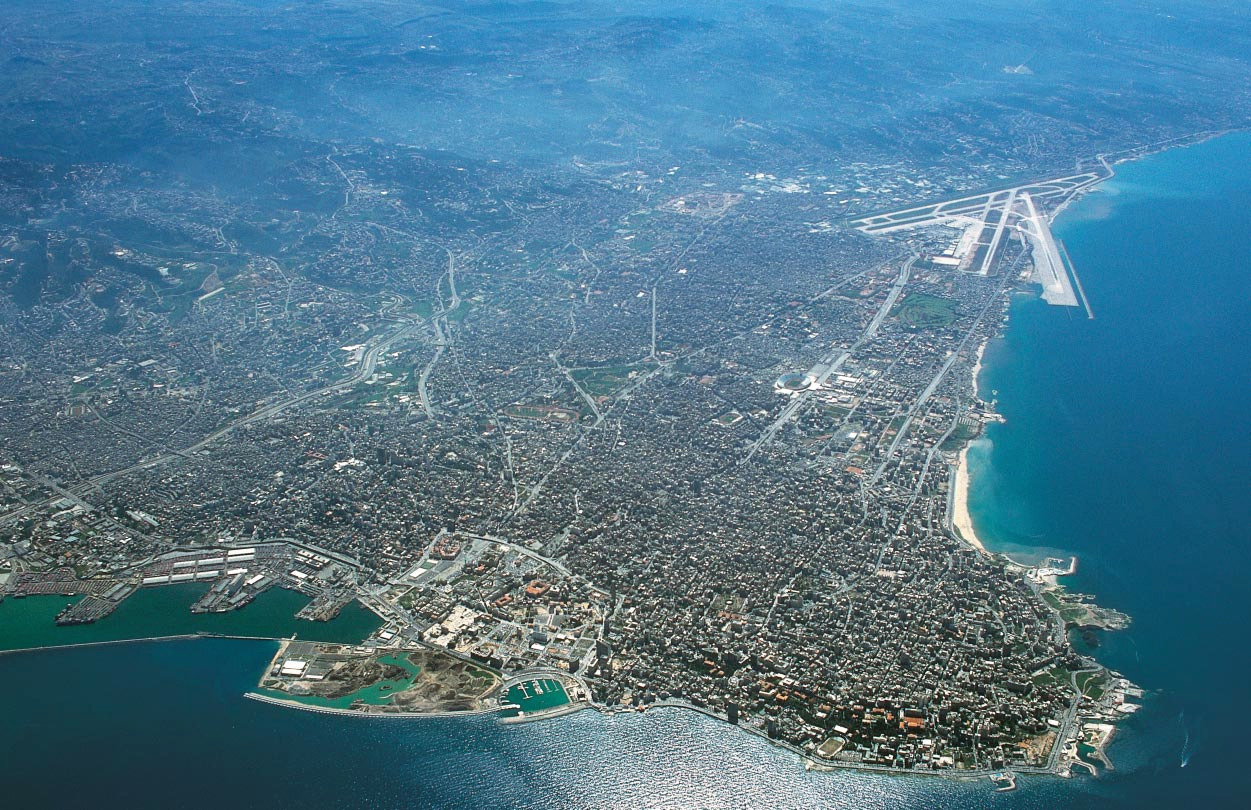
Вид на Бейрут

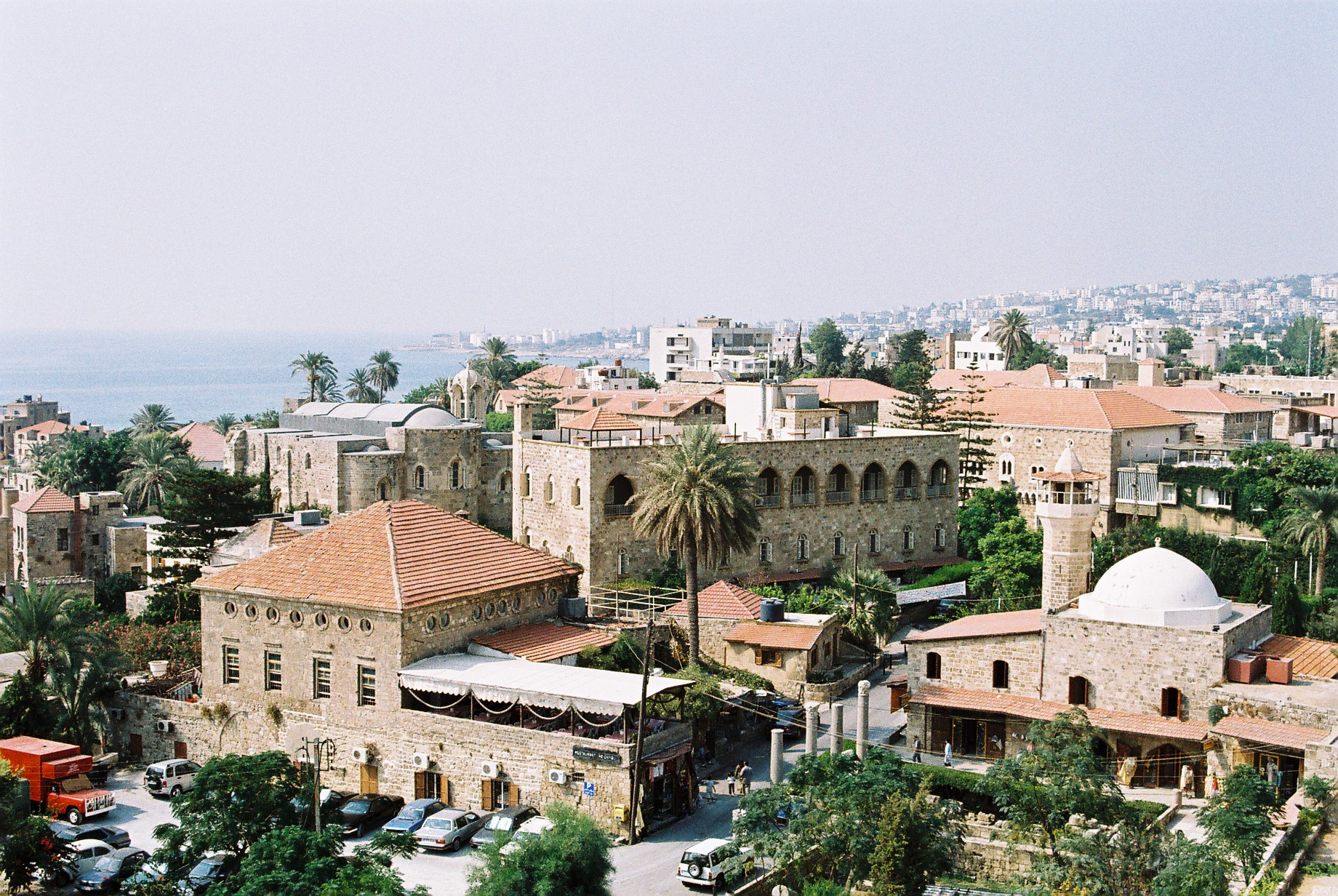
Старый город Библа, центра района Джебейль в мухафазе Горный Ливан

  - Эль-Хирмиль (также Хермель; адм. центр — Эль-Хирмиль)
- Бейрут
- Бекаа
  - Рашайя (адм. центр — Рашайя)
  - Западная Бекаа (адм. центр — Джубб-Джаннин)
  - Захле (адм. центр — Захле)
- Горный Ливан
  - Алайх (адм. центр — Алайх)
  - Баабда (адм. центр — Баабда)
  - Шуф (адм. центр — Байт-эд-Дин)
  - Джебейль (адм. центр — Библ)
  - Кесерван (адм. центр — Джуния)
  - Матн (адм. центр — Эль-Джудейда)Горы в районе Шуф, мухафаза Горный Ливан
- Эн-Набатия

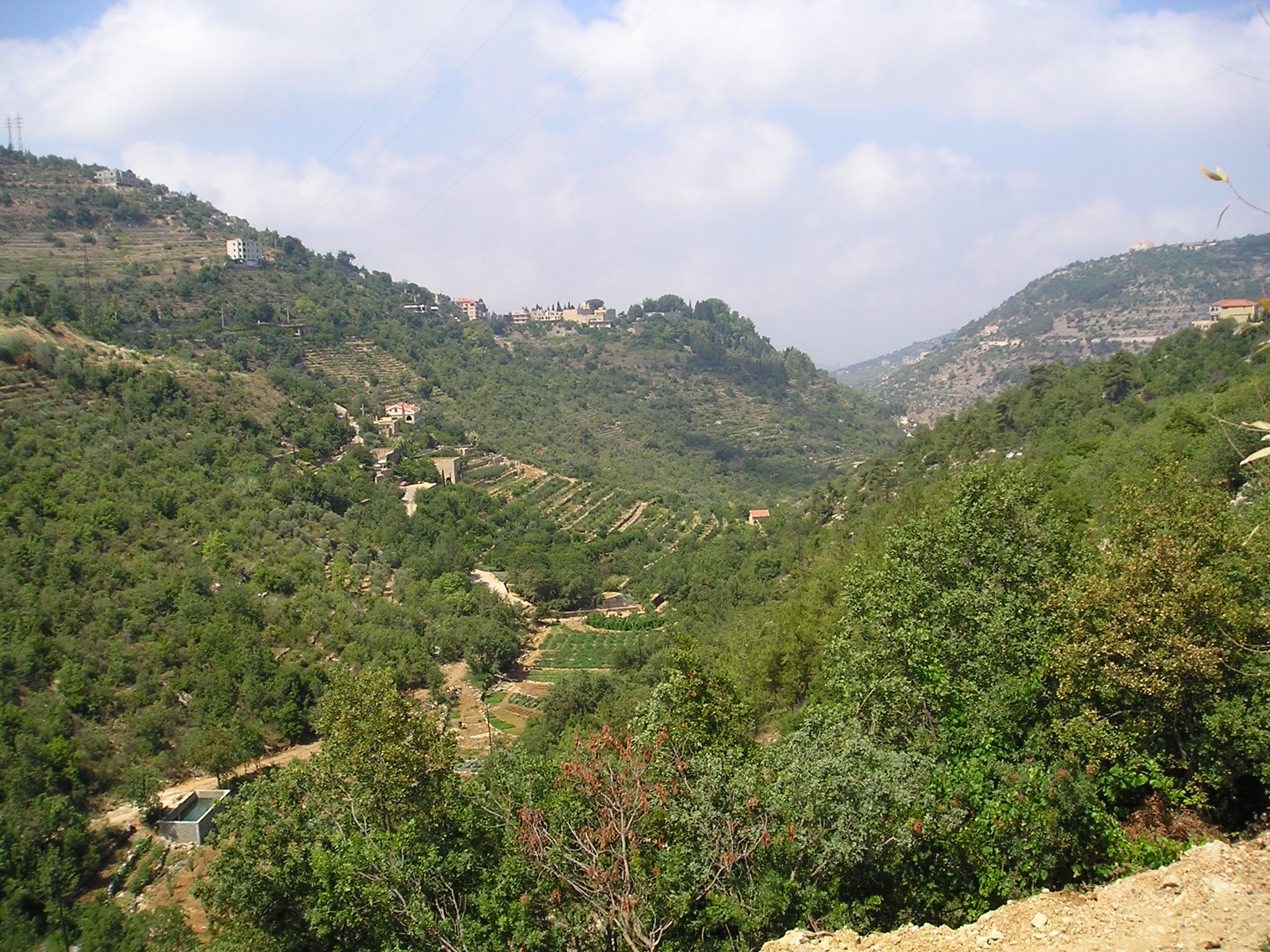
Горы в районе Шуф, мухафаза Горный Ливан

  - Бинт-Джубайль (адм. центр — Бинт-Джубайль)
  - Хасбайя (адм. центр — Хасбайя)
  - Мердж-Аюн (адм. центр — Мердж-Аюн)
  - Эн-Набатия (адм. центр — Эн-Набатия)
- Северный Ливан
  - Эль-Батрун (адм. центр — Эль-Батрун)
  - Бишари (адм. центр — Бишари)
  - Кура (адм. центр — Амьюн)
  - Миние-Дание (адм. центр — Эль-Минния)
  - Триполи (адм. центр — Триполи)
  - Згарта (адм. центр — Згарта / Эден)
- Южный Ливан
  - Сайда (адм. центр — Сайда)
  - Джеззин (адм. центр — Джеззин)
  - Сур (адм. центр — Сур)